# Sinopoda stellatops
Sinopoda stellatops är en spindelart som beskrevs av Jäger och Ono 2002. Sinopoda stellatops ingår i släktet Sinopoda och familjen jättekrabbspindlar. Inga underarter finns listade i Catalogue of Life.